# Matson Inc.
Matson, Inc. (NYSE: MATX) er et amerikansk rederi og shippingselskab med hovedkvarter i Honolulu, Hawaii. William Matson (1849–1917) etablerede Matson Navigation Company i 1882. Matson, Inc.'s datterselskab Matson Navigation Company udbyder oceangående shipping-services over Stillehavet.